# Нафтогазорозвідувальна експедиція
Нафтогазорозвідувальна експедиція (рос. нефтегазоразведочная экспедиция; англ. oil and gas exploration expedition, нім. Erdöl- und Erdgaserkundigungsexpedition f) – організація, яка здійснює геологорозвідувальні роботи на нафту і газ; охоплює апарат організації і управління роботами, цехи буріння, тампонажу, освоєння свердловин, трубної бази, транспортного й матеріально-технічного забезпечення.